# دهستان ایساکو
دهستان ایساکو (به لاتین: Iisaku Parish) یک دهستان در استونی بود که در شهرستان ایدا-ویرو واقع شده‌بود.

## خصوصیات
دهستان ایساکو ۲۵۸ کیلومترمربع مساحت و ۱٬۴۲۵ نفر جمعیت دارد.